# Canton de Chartres-Sud-Est
Le canton de Chartres-Sud-Est est une ancienne division administrative française située dans le département d'Eure-et-Loir en région Centre-Val de Loire.

## Représentation
Le canton est créé en 1973, en même temps que les cantons de Chartres-Sud-Ouest, Chartres-Nord-Est et Chartres-Nord-Ouest.
| Période | Période          | Identité               | Étiquette   | Qualité                                                                     |
| ------- | ---------------- | ---------------------- | ----------- | --------------------------------------------------------------------------- |
| 1973    | 1988 (démission) | Georges Lemoine        | PS          | Maître de conférences Maire de Chartres (1977-1998)                         |
| 1988    | 1994             | Maryvonne Radix-Martin | PS          | Enseignante                                                                 |
| 1994    | 2008             | Georges Lemoine        | PS puis DVG | Ancien député (1978-1993) et (1997-2002) Maire de Chartres (1977-1998)      |
| 2008    | 2015             | Élisabeth Fromont      | UMP         | 1re adjointe au maire de Chartres Élue en 2015 dans le Canton de Chartres-2 |

## Composition
| Communes                       | Population (2012) | Code postal | Code Insee |
| ------------------------------ | ----------------- | ----------- | ---------- |
| Berchères-les-Pierres          | 959               | 28630       | 28035      |
| Chartres (fraction de commune) | 14 602            | 28000       | 28085      |
| Le Coudray                     | 3 854             | 28630       | 28110      |
| Gellainville                   | 489               | 28630       | 28177      |
| Nogent-le-Phaye                | 1 299             | 28630       | 28278      |
| Prunay-le-Gillon               | 934               | 28360       | 28309      |
| Sours                          | 1 774             | 28630       | 28380      |

## Démographie
| 1975 | 1982 | 1990   | 1999   | 2006   | 2011   | 2012   |
| ---- | ---- | ------ | ------ | ------ | ------ | ------ |
| -    | -    | 24 764 | 24 970 | 24 685 | 23 911 | 23 692 |